# 마지
마지(Maggi)는 스위스의 식품 기업이다. 1947년에 네슬레가 인수했다.